# Гавани (Алесандрија)
Гавани је насеље у Италији у округу Алесандрија, региону Пијемонт.
Према процени из 2011. у насељу је живело 45 становника. Насеље се налази на надморској висини од 187 м.